# Dorin Alupei
Dorin Alupei (Cristești, 24 de febrero de 1973) es un deportista rumano que compitió en remo.
Ganó siete medallas en el Campeonato Mundial de Remo entre los años 1993 y 1998.
Participó en dos Juegos Olímpicos de Verano, ocupando el séptimo lugar en Atlanta 1996 y el sexto en Sídney 2000, en la prueba de ocho con timonel.

## Palmarés internacional
| Campeonato Mundial | Campeonato Mundial            | Campeonato Mundial | Campeonato Mundial |
| Año                | Lugar                         | Medalla            | Prueba             |
| ------------------ | ----------------------------- | ------------------ | ------------------ |
| 1993               | Račice (República Checa)      | Medalla de oro     | Cuatro con timonel |
| 1993               | Račice (República Checa)      | Medalla de plata   | Ocho con timonel   |
| 1994               | Indianápolis (Estados Unidos) | Medalla de bronce  | Ocho con timonel   |
| 1996               | Motherwell (Reino Unido)      | Medalla de oro     | Cuatro con timonel |
| 1997               | Aiguebelette (Francia)        | Medalla de plata   | Ocho con timonel   |
| 1997               | Aiguebelette (Francia)        | Medalla de bronce  | Cuatro sin timonel |
| 1998               | Colonia (Alemania)            | Medalla de bronce  | Ocho con timonel   |